# Пиринејски планински пас
Пиренејски планински пас је француска раса паса чувара стоке; у Француској се обично назива Патоу. Потиче са источне или француске стране Пиринејских планина које раздвајају Француску и Шпанију и препозната је као засебна раса од Мастин дел Пиринео или Пиренејског мастифа са шпанске стране планина, са којима је блиско повезана.
Патоу се широко користи широм Француске као чувар стоке, посебно у француским Алпима и Пиринејима, штитећи стада од грабежљиваца вукова и медведа. У Сједињеним Државама је познат као Велики Пиринејски пас, где се такође користи за заштиту стада од разних предатора.

## Историја
Пиренејски планински пас је традиционална раса Пиринеја. У Француској га обично зову 'Патоу'. Понекад се тврди да су његови преци – и они пиренејског мастифа – били пси чувари беле стоке доведени на ово подручје из Азије у римско доба, па је стога. повезан са мареманско-абручким овчарима из Италије и кувасом из Мађарске. Геномски подаци га стављају у исту генетску групу као и фараонски гонич, Кирнеко дел'Етна и ибицански гонич.
У 17. веку, мадам де Ментенон и Луј Дофен од Француске, донели су пса овог типа на двор краља Луја XIV, где су убрзо постали веома тражени, а краљ га је чак назвао Краљевским псом Француске. Француско племство је почело да их користи за чување својих двораца, посебно на југу земље. Понекад се тврди да су француски досељеници повели ове псе са собом у Канаду и да су они међу прецима расе паса Њуфаундленд. Током 1830-их, пиренејски планински пси су коришћени као једна од основних раса у стварању Леонбергера.
Након истребљења вукова са Пиринеја у 19. веку, број паса је опао и до почетка 20. века раса је била на ивици изумирања. Локални пастири продавали су штенце жељним туристима и неки од њих су нашли пут до Британије, где је неколико регистровано у Кинолошком савезу почетком века; Британско интересовање за тако велику расу је опало током Првог светског рата. Француски аристократа и ауторитет паса Бернард Сенак-Лагранж је заслужан за спас ове расе од изумирања почетком 20. века, обилазећи планине како би сакупио најбоље примерке на располагању за формирање базе за узгој. Године 1923. Сенак-Лагранж је основао расни клуб, Реунион дес Аматеурс де Цхиенс Пиренеес, и израдио први стандард расе; такође је регистровао расу као Цхиен де Монтагне дес Пиренеес у Социете Централе Цанине исте године. Године 1946. Реал Социедад Цанина де Еспана је признао велике беле псе чуваре стоке на западној или шпанској страни Пиринеја као Мастин дел Пиринео или Пиренејски мастиф, са нешто другачијим стандардом расе. Киен де Монтагне дес Пиренеес је дефинитивно прихваћена од стране Међународне кинолошке федерације 1955. године.
Почетком 1930-их Пиренејски планински пас је извезен у Северну Америку, где је познат као Велики пиринејски пас и постао је фаворит у изложбеном рингу у Канади и Сједињеним Државама. Године 1935. Амерички кинолошки савез усвојио је нови стандард расе који је имао бројна одступања од француског оригинала која не би била дозвољена у Француској. Овај стандард је промовисао преувеличавање одређених физичких карактеристика на рачун функционалне форме, а касније га је усвојио Кинолошки савез Велике Британије. У 2011. години, да би се борио против уоченог погоршања изложбених линија паса, Британски савез је издао брошуру са упутствима да покаже судијама да не награђују гламурозне примерке те расе са кратким њушкама преко мршавих и мишићавих, неспособне да изврше своју првобитну улогу у високим планинским пределима.

## Опис
Пиренејски планински пас је велик и јако грађен. Према стандарду расе Социете Централе Цанине, пси имају висину од 70 до 80 цм (28 до 31 ин), а женке од 65 до 75 цм (26 до 30 ин). Здрави одрасли пси обично имају између 55 и 75 кг. Глава није претерано велика у односу на тело; њушка је дуга, широка и благо зашиљена, усне нису висеће, а уши су мале и троугласте и висе равно уз главу. Врат је кратак и снажан, груди широке и умерено дубоке, а реп дугачак, ниско виси када пас мирује, али се превија преко леђа када је пас устао.
Длака је дуга, густа и двострука, пружа заштиту од временских непогода; дуга равна спољна длака је посебно дуга око врата, репа и задње стране ногу, а поддлака је фина и густа. Пси су претежно беле боје, са мрљама црне, јазавчеве, сиве или разних нијанси преплануле боје које се налазе углавном на глави; јазавац се дефинише као мешавина смеђе, црне, сиве и беле длаке и обично се виђа код штенаца, али обично бледи како пас стари. Чистокрвни примерци расе са црним мрљама понекад се виде у леглима; таква боја се сматра дисквалификујућом грешком за изложбене псе.

## Употреба
Вековима су ове псе користили пастири широм региона Пиринеја да заштите своја стада од грабежљиваца вукова и медведа; у овој улози обично су били опремљени тешком гвозденом вучјом огрлицом са дугим ексерима за заштиту у борби против вукова. Често су их користили пастири у комбинацији са много мањим пиринејским овчарским псом, први је чувао стада, а други их чувао. Такође су коришћени за кријумчарење роба између Француске и Шпаније, преносећи пакете преко Пиринеја путевима који су непроходни за људе како би избегли да их царински службеници открију.
Пиренејски планински пас се данас користи у својој првобитној улози чувара стоке за француске овчаре у француским Пиринејима и француским Алпима, као иу Сједињеним Државама.